# Leichtathletik-Europameisterschaften 1982/10.000 m der Männer

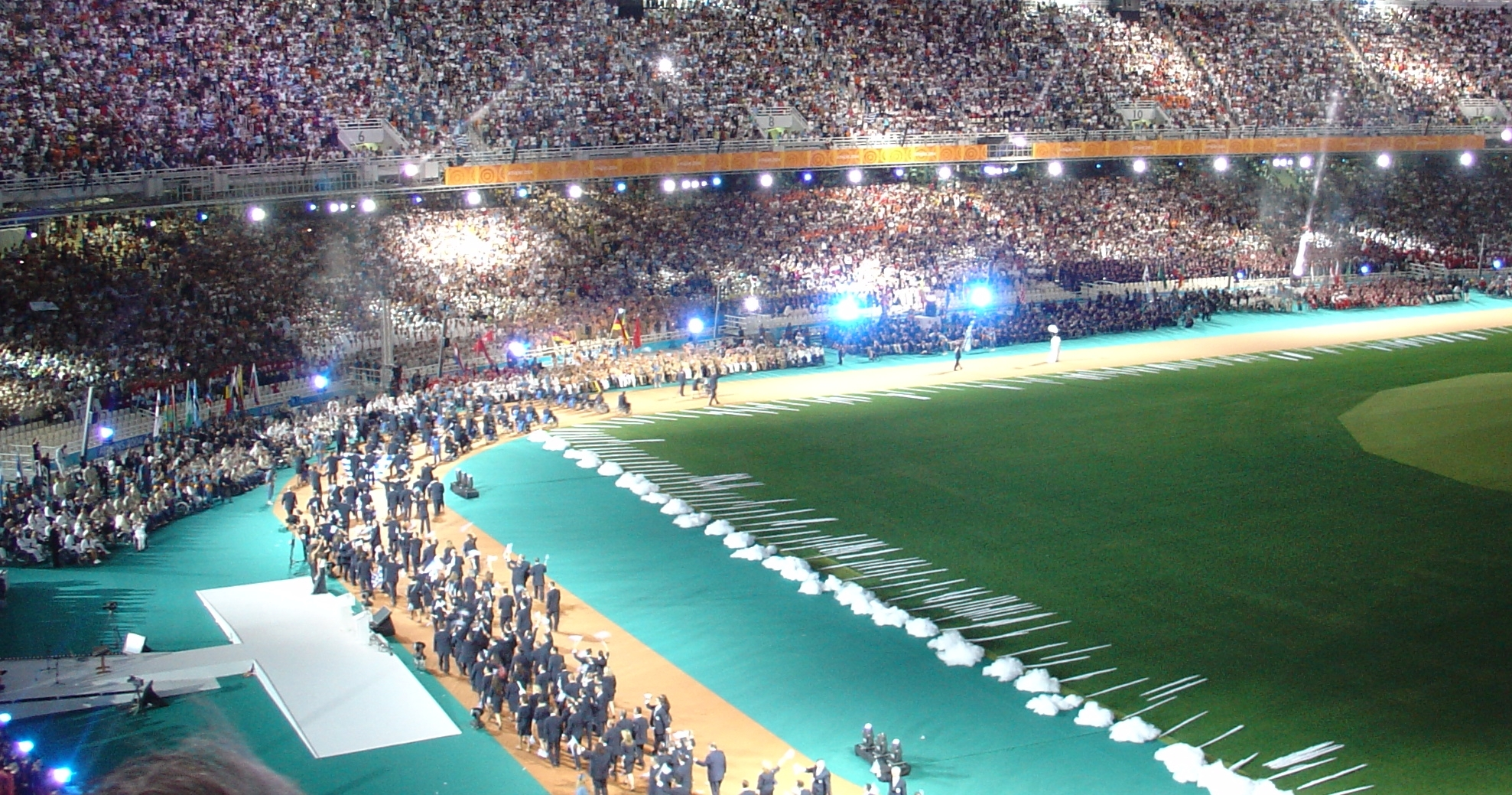
Das Athener Olympiastadion bei der Eröffnung der Paralympics 2004

Der 10.000-Meter-Lauf der Männer bei den Leichtathletik-Europameisterschaften 1982 wurde am 6. September 1982 im Olympiastadion von Athen ausgetragen.
Europameister wurde der Italiener Alberto Cova. Er gewann vor dem DDR-Läufer Werner Schildhauer, der fünf Tage später auch über 5000 Meter Zweiter wurde. Bronze ging an den finnischen Titelverteidiger Martti Vainio.

## Bestehende Rekorde
| Weltrekord           | 27:22,5 min  | Henry Rono      | Wien, Österreich          | 11. Juni 1978   |
| Europarekord         | 27:22,95 min | Fernando Mamede | Paris, Frankreich         | 9. Juli 1982    |
| Meisterschaftsrekord | 27:30,99 min | Martti Vainio   | EM Prag, Tschechoslowakei | 29. August 1978 |

Der bestehende EM-Rekord wurde bei diesen Europameisterschaften nicht erreicht. Die schnellste Zeit erzielte der italienische Europameister Alberto Cova mit 27:41,03 min, womit er 10,04 Sekunden über dem Rekord blieb. Zum Europarekord fehlten ihm 18,08 Sekunden, zum Weltrekord 18,53 Sekunden.

## Durchführung
Wie auf der längsten Bahndistanz üblich gab es keine Vorrunde, alle achtzehn Teilnehmer starteten in einem gemeinsamen Finale.

## Ergebnis

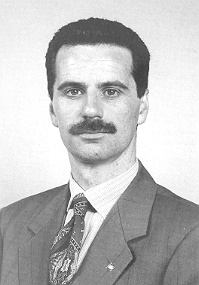
Alberto Cova errang hier seine erste große internationale Meisterschaft – es folgten ein Jahr später der Weltmeistertitel und zwei Jahre später der Olympiasieg

6. September 1982
| Platz | Name               | Nation         | Zeit (min) |
| ----- | ------------------ | -------------- | ---------- |
| 1     | Alberto Cova       | Italien        | 27:41,03   |
| 2     | Werner Schildhauer | DDR            | 27:41,21   |
| 3     | Martti Vainio      | Finnland       | 27:42,51   |
| 4     | Carlos Lopes       | Portugal       | 27:47,95   |
| 5     | Julian Goater      | Großbritannien | 28:10,98   |
| 6     | Salvatore Antibo   | Italien        | 28:21,07   |
| 7     | Steve Jones        | Großbritannien | 28:22,94   |
| 8     | Charlie Spedding   | Großbritannien | 28:25,91   |
| 9     | Thierry Watrice    | Frankreich     | 28:39,44   |
| 10    | Alex Hagelsteens   | Belgien        | 28:40,90   |
| 11    | Hans Segerfeldt    | Schweden       | 28:42,83   |
| 12    | Mats Erixon        | Schweden       | 28:45,82   |
| 13    | Keld Johnsen       | Dänemark       | 29:08,32   |
| 14    | Antonio Prieto     | Spanien        | 29:09,29   |
| 15    | Toomas Turb        | Sowjetunion    | 29:15,75   |
| 16    | Roy Andersen       | Norwegen       | 29:32,01   |
| 17    | John Woods         | Irland         | 29:39,88   |
| 18    | Marios Kassianidis | Griechenland   | 29:45,09   |

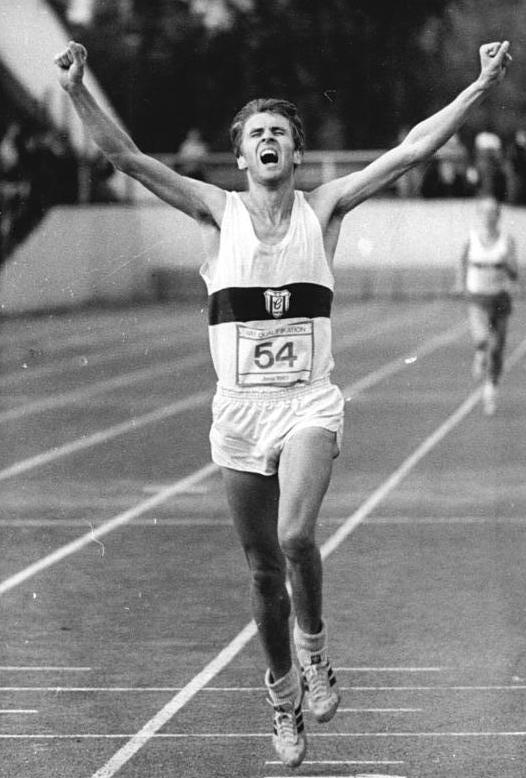
Silbermedaillengewinner Werner Schildhauer gewann fünf Tage später ebenfalls Silber über 5000 Meter – bei den Weltmeisterschaften 1983 wurde er jeweils Zweiter 5000 und 10.000 Meter
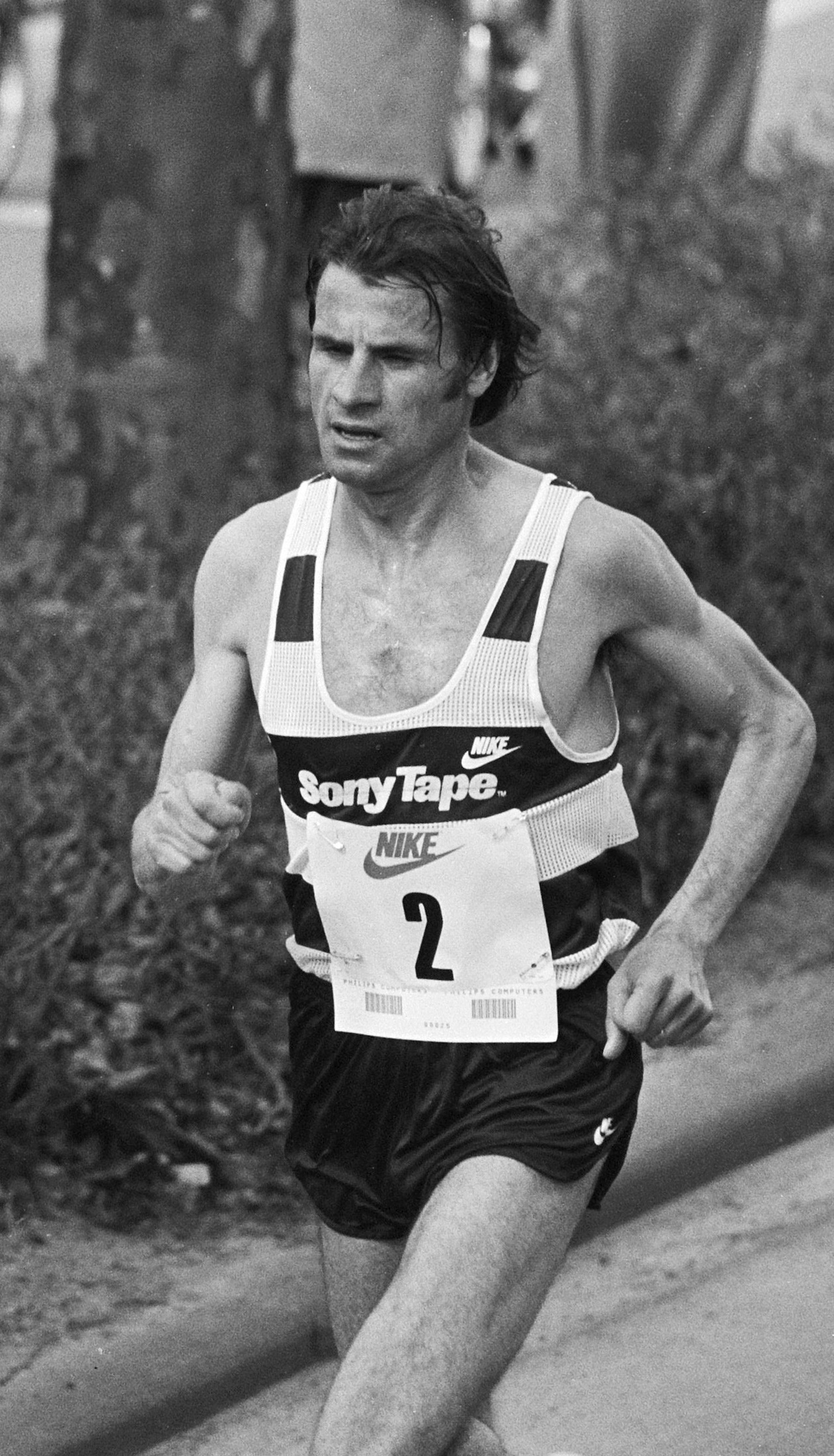
Der Olympiazweite von 1976 Carlos Lopes erreichte Platz vier – sein größter Triumph war dann sein Olympiasieg im Marathonlauf 1984
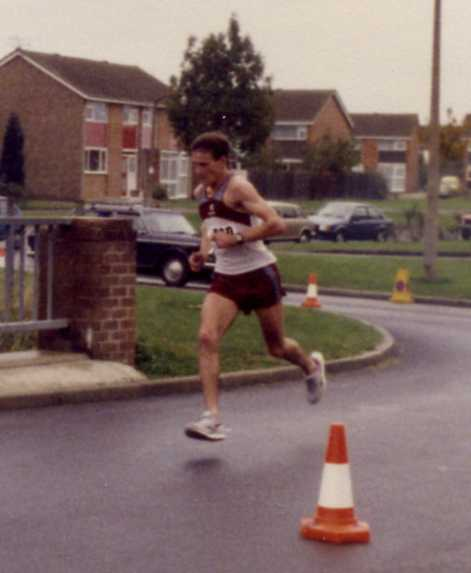
Steve Jones (hier bei einem Marathonlauf) kam auf den siebten Platz
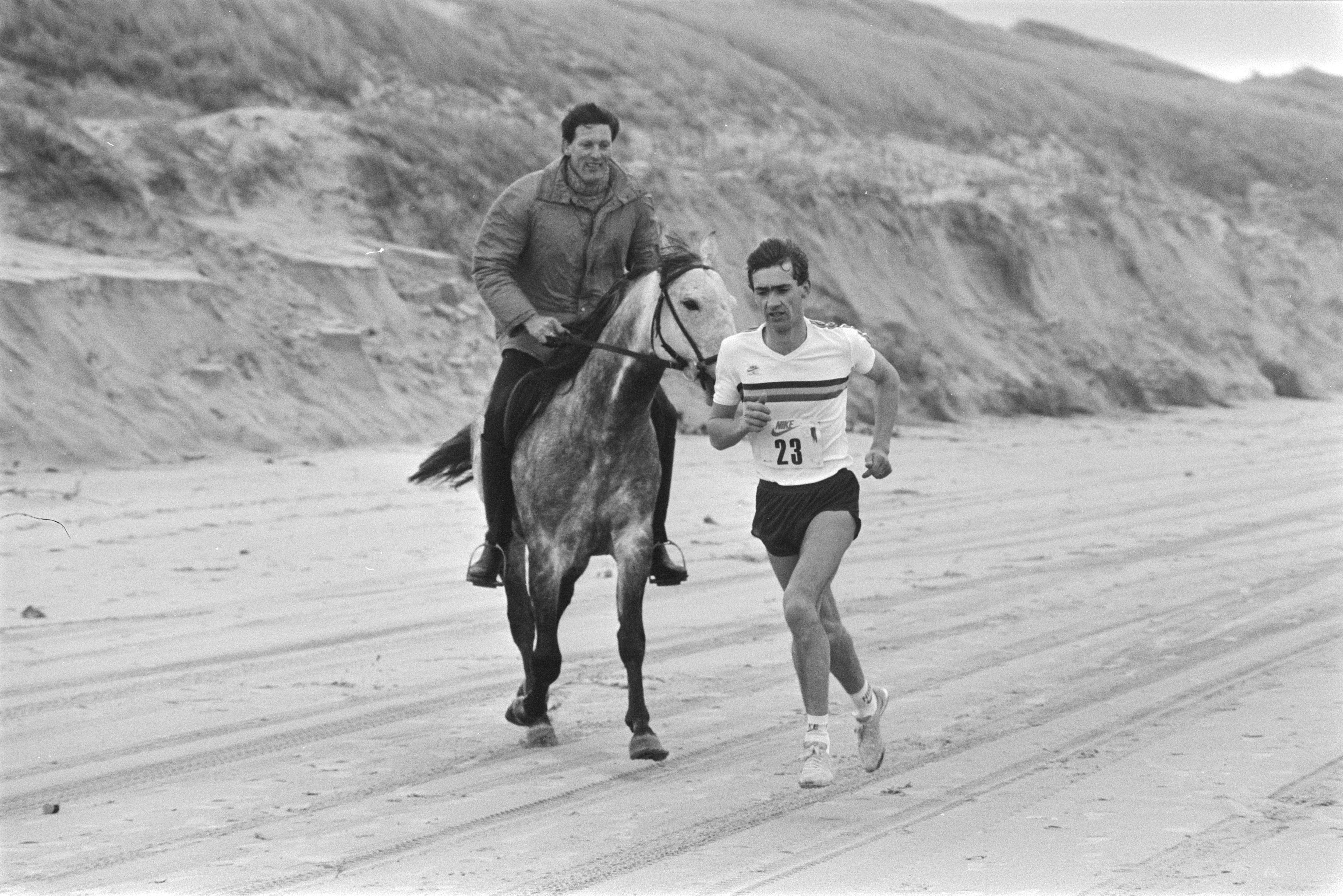
Alex Hagelsteens (auf dem Foto bei einem Halbmarathon) belegte Rang zehn